# Juliusz Bobowski
Juliusz Bobowski (również Juliusz z Bobów Jaxa Bobowski) (ur. 27 grudnia 1816 w Humniskach, zm. 15 stycznia 1878 w Krakowie) – c.k. urzędnik austriacki, starosta krakowski około 1871. Komandor Orderu Świętego Grzegorza.
C.k. radca dworu, c.k. podkomorzy, delegat Namiestnictwa dla Krakowa, członek honorowy Towarzystwa Jedwabniczego w Białej. 